# Индрик (издательство)
«И́ндрик» (Москва) — российское издательство, публикующее академическую гуманитарную научную литературу широкого профиля. Основано в 1992 году.
Генеральный директор издательства «Индрик» — Кирилл Алексеевич Вах, исполнительный директор — Сергей Геннадиевич Григоренко, главный редактор — Татьяна Алексеевна Агапкина.

## О логотипе издательства
Эмблемой издательства был избран фантастический зверь индрик, соответствующий единорогу в фольклорной традиции Востока и Запада. Этот образ широко известен в литературной традиции, представленной разного рода Бестиариями, Физиологами, Шестодневами и Азбуковниками. Символически индрик олицетворяет грозную силу смерти. В средневековой картине мира индрик предстает также в качестве одного из христианских евангельских символов, поскольку индрик-единорог связан с Богородицей и младенцем Христом. В качестве эмблемы-марки изображение индрика-единорога намекает на традиционно гуманитарную направленность издательства «Индрик».

## Профиль издательства
Ведущие направления издательства — историческое, филологическое и искусствоведческое. За 20 лет издательство выпустило в свет около 650 книг по лингвистике, литературоведению, этнолингвистике, фольклористике, по истории и духовной культуре восточных, западных и южных славян, по этнографии и географии, святоотеческой письменности и искусству.
Издательский план последних лет включает в себя в среднем 40—50 изданий в год. Как правило, это фундаментальные научные труды и столь же фундаментальные публикации источников, образующие прочную базу для исследований самого широкого профиля.

## Серии
Главные книжные серии издательства «Индрик»:
- «Памятники древней письменности»
- «Святоотеческая письменность»
- «Восточнохристианский мир»
- «Deus conservat omnia» (мемуары)
- «Традиционная духовная культура славян»
- «Библиотека Института славяноведения»
- «Русский Афон»

В рамках серий «Памятники древней письменности» и «Святоотеческая письменность» изданы:
- «Книга нарицаема Козьма Индикоплов» — первая научная публикация древнейшего списка осуществленного на Руси в конце XII — начале XIII в. перевода «Христианской топографии» — естественнонаучного сочинения первой половины VI в., известного под именем византийского купца и путешественника Козьмы Индикоплова. Эта книга была своего рода географической энциклопедией, наиболее полным сводом сведений по физической географии, астрономии и истории окружающего их мира (1997).
- «Шестоднев Иоанна экзарха Болгарского» по русской рукописи XV века (1998)
- «Стоглав» (2000)
- «Патерик Римский» по русской рукописи рубежа XV—XVI веков (2001)
- «Мазуринская Кормчая» по списку XIV в. — известнейший памятник церковного права (2002)
- Фотий, митрополит Киевский и всея Руси. Сочинения. Книга глаголемая Фотиос (2005)
- Преподобный Максим Грек. Сочинения. Том 1 (2008)

К этим публикациям примыкает серия монографий, посвященных изданию и изучению древнеславянской книжности:
- Е. М. Верещагина: Церковнославянская книжность на Руси. Лингвотекстологические разыскания (2001); Древнейший славянский богослужебный сборник «Ильина книга». Факсимильное воспроизведение рукописи. Билинеарно-спатическое издание источника с филолого-богословским комментарием (2006); Кирилло-Мефодиевское книжное наследие. Межъязыковые, межкультурные, межвременные и междисциплинарные разыскания. С двумя приложениями (2012);
- В. Б. Крысько: Ильина книга. Рукопись РГАДА, Тип. 131. Лингвистическое издание, подготовка греческого текста (2005);
- А. А. Турилова: От Кирилла Философа до Константина Костенецкого и Василия Софиянина. История и культура славян XI—XVII вв. (2011).

В серии изданы две работы, подготовленные А. А. Гусевой: Издания кирилловского шрифта второй половины XVI века. Сводный каталог: В 2 кн. (2003); Свод русских книг кирилловской печати XVIII века типографий Москвы и Санкт-Петербурга (2010), а также Сводный каталог славяно русских рукописных книг, хранящихся в России странах СНГ и Балтии. XIV век. Вып. 1 (Апокалипсис — Летопись Лаврентьевская) / Редколл. О. А. Князевская, Н. А. Кобяк, А. Л. Лифшиц, Н. Б. Тихомиров, А. А. Турилов, Н. Б. Шеломанова (2002).
В серии «Deus conservat omnia» (название позаимствовано из фамильного герба графов Шереметевых) вышли:
- Мемуары графа С. Д. Шереметева. В 3 тт. (2004—2005; 1-е издание 1-го тома было предпринято в качестве отдельной книги и вне серии в 2001 году)
- «Воспоминания и думы» Н. П. Кондакова (2002)[2].
- Мемуары графа И. И. Толстого (2002)
- «Воспоминания и дневники» С. П. Мельгунова (2003)
- «Записки жандармского штаб-офицера эпохи Николая I» Э. И. Стогова (2003)
- «Страдные годы России» графа В. П. Зубова (2004)
- «Дневник и воспоминания» О. Г. Шереметевой (2005)
- «Семейная хроника» Т. А. Аксаковой-Сиверс (2006)
- «Смерть графа Вронского» монография А. Л. Шемякина (2002)

В рамках серии «Традиционная духовная культура славян» (известна как «Серия с ключиком») издано более 40 книг, среди которых монографии Н. И. Толстого, А. Ф. Журавлева, Т. А. Агапкиной, Е. Е. Левкиевской, И. А. Разумовой, О. В. Беловой, А. Б. Ипполитовой, А. Л. Топоркова, Е. Л. Березович, И. А. Седаковой, И. А. Морозова, С. М. Толстой, А. А. Плотниковой и мн. др., а также переизданы работы и собрания И. М. Снегирева, Д. К. Зеленина, Е. Н. Елеонской.
Также переиздан трехтомник А. Н. Афанасьева «Поэтические воззрения славян на природу». Опубликованы книги: «Происхождение мифа. Статьи по фольклору, этнографии и мифологии», а также монография А. Ф. Журавлева, представляющая собой обширный лингвистический комментарий к труду А. Н. Афанасьева.
В сотрудничестве с Институтом этнологии и антропологии РАН в вышли издания, посвященные русской традиционной культуре, такие как «Русские Рязанского края / Отв. ред. С. А. Инникова. В 2-х тт.» (2009) и «Русская народная одежда: историко-этнографические очерки / Отв. ред. В. А. Липинская» (2011).
Книги по искусству:
- Каталог коллекции античных гемм Государственного Музея изобразительных искусств имени А. С. Пушкина (1993)
- «Византийские фрески» В. Джурича (2000)
- каталог икон Музея древнерусского искусства имени Андрея Рублева (Иконы Твери — 2000; Иконы Москвы — 2006)
- «Словарь русских иконописцев XI—XVII веков» под общей редакцией И. А. Кочеткова (2003)
- «Гентский алтарь Яна ванЭйка: Композиция произведения. Божественная и человеческая перспектива» Б. А. Успенского (2009)
- «Архитектура больших соборов XVII века» М. В. Вдовиченко (2009)
- «От портрета к иконе: очерки русской иконографии XVIII—XX века» Я. Э. Зелениной (2009)
- «Драгоценная церковная утварь XVI—XVII веков. Великий Новгород. Ярославль. Сольвычегодск» В. В. Игошева (2009)
- Евгений Вахтангов. Документы и свидетельства. Т. 1 / Ред.-сост. В. В. Иванов (2011)[3].
- Техники и технологии сакрального искусства. Христианский мир. От древности к современности / Сост. и отв. ред. А. В. Рындина (2012).
- Вздорнов Г. И. Искусство и наука. Очерки по истории древнерусской художественной культуры[4].
- Вздорнов Г. И. Реставрация и наука. Очерки по истории открытия и изучения древнерусской живописи (2012).

В «Красной серии» («Искусствоведение») выходят монографии и сборники статей российских ученых — историков искусства, прежде всего древнерусского и византийского и реставраторов:
- «Реликвии в восточнохристианской иконографии» И. А. Шалиной (2005)
- «Византийские иконы VI — первой половины XIII века в России» О. Е. Этингоф (2005)
- «Очерки русской художественной культуры XVI—XX веков» О. А. Белобровой (2005)
- «Рукописная книга Москвы. Миниатюра и орнамент второй половины XV—XVI столетий» Г. В. Попова. (2009)
- «Классическое в неклассическую эпоху. Эстетические аспекты модификации языка изобразительного искусства» В. Гора (2010).

Книги по разных областям искусствоведения издаются в рамках сотрудничества «Индрика» с рядом профильных научных учреждений: Государственным институтом искусствознания, Государственным научно-исследовательским институтом реставрации, НИИ теории и истории изобразительных искусств Российской академии художеств и др.
Большеформатные и иллюстрированные издания — исследования:
- «Творения преподобного Андрея Рублева и иконописцев великокняжеской Москвы» Л. А. Щенниковой (2007);
- «Культура и искусство в эпоху перемен. Россия семнадцатого столетия» И. Л. Бусевой-Давыдовой (2008);
- «Каталог белокаменной резьбы Дмитриевского собора во Владимире: восточный фасад» М. С. Гладкой (2009);
- Каталог средневековых западноевропейских иллюстрированных рукописных книг в собраниях Москвы / Сост. И. П. Мокрецова, Л. И. Щеголева (2010),
- «Ювелирное дело „Земли вятичей“ второй половины XI—XIII в.» И. Е. Зайцевой и Т. Г. Сарачевой (2011);
- «Русский классический иконостас. Иконостас из Успенского собора Кирилло-Белозерского монастыря. 1497 год» О. В. Лелековой (2011),
- Два века русского детства. Портреты. Бытовые сцены. Костюм. Мебель. Рисунки. Учебные тетради. Письма. Книги. Игрушки. XVII — начало XX века (2006);
- Подмосковная Измалково. Владельцы, родственники, друзья и гости Измалкова и Лукина в рисунках Марии Осоргиной 1918—1930 (2006);
- «Тундра и море. Чукотско-эскимосская резьба по кости» В. А. Тишкова (2008).

На базе издательства выпускаются книги нового направления в искусствознании — иеротопии (автор концепции А. М. Лидов) — «Иеротопия. Сравнительные исследования сакральных пространств» (2009) и ряд других.
В серии «Восточнохристианский мир» выходят в основном переиздания классических описаний Святой Земли и шире Христианского Востока, созданные русскими паломниками или путешественниками в XVIII—XIX вв. Первые три книги серии были репринтами; в следующих современные издания текстов сопровождаются необходимым введением и большим количеством иллюстраций, как правило, старинных гравюр. В серии изданы:
- В. Григорович-Барский «Второе посещение Святой Афонской Горы» (2004)
- Н. П. Кондаков «Памятники христианского искусства на Афоне» (2004), «Византийские церкви и памятники Константинополя» (2006)
- А. С. Норов «Путешествие к семи церквам, упоминаемым в Апокалипсисе» (2005), «Путешествие по Святой Земле в 1835 году» (2008)
- А. Н. Муравьев «Путешествие ко святым местам в 1830 году» (2006)
- К. М. Базили «Очерки Константинополя» (2006)
- Д. А. Скалон «Путешествие по Востоку и Святой Земле в свите великого князя Николая Николаевича в 1872 году» (2007)
- Леонид (Кавелин), архимандрит «Старый Иерусалим и его окрестности» (2008).

В малой подсерии «Восточнохристианского мира», посвященной теме православного наследия на Христианском Востоке, выходят авторские монографии, в том числе:
- Н. Н. Лисового «Русское духовное и политическое присутствие в Святой Земле и на Ближнем Востоке в XIX — начале XX века» (2006)
- Е. Л. Румановской «Два путешествия в Иерусалим в 1830—1831 и 1861 годах» (2006)
- архимандрита Антонина (Капустина) «Пять дней на Святой Земле» (2007)
- В. Г. Ченцовой «Икона Иверской Богоматери (Очерки истории отношений Греческой церкви с Россией в середине XVII в. по документам РГАДА)» (2010)
- Н. П. Чесноковой «Христианский Восток и Россия: политическое и культурное взаимодействие в середине XVII века (По документам Российского государственного архива древних актов)» (2011).

Серия «Русский Афон» — книги об Афоне:
- Путешествие иеромонаха Аникиты по святым местам Востока в 1834—1836 годах (2009)
- Талалай М. Русский Афон. Путеводитель в исторических очерках (2009)
- Дмитриевский А. А. Русские на Афоне. Очерк жизни и деятельности игумена священноархимандрита Макария (Сушкина) (2010)
- Шкаровский М. В. Русские обители Афона и Элладская Церковь в XX веке (2010)
- Герд Л. А. Русский Афон 1878—1914 гг. Очерки церковно-политической истории (2010)
- Троицкий П. История русских обителей Афона в XIX—XX веках (2009)
- Маевский В. А. Афон и его судьба (2009)
- Рак П. Приближения к Афону (2010)
- Феннелл Н., Троицкий П., Талалай М. Ильинский скит на Афоне (2011).

Альбомы и подарочные издания:
- Строительство церкви Святой Марии Магдалины на Елеонской Горе в Иерусалиме в фотографиях из альбома Русской Духовной Миссии в Иерусалиме. 1885—1888 К. А. Вах, Г. И. Вздорнов, Н. Н. Лисовой (2006)
- Гора Афон. Образы Святой Земли / Идея проекта: Виктор Семенов, иеромонах Иустин Симонопетрит; Редактор-составитель Алексей Лидов (2011)
- Вздорнов Г. И. Монастыри и скиты Святой Горы Афон в фотографиях из альбома великого князя Константина Константиновича. 1867—1872. Изд. 3-е, испр. и доп. (2011)
- Преподобный Серафим Саровский в литографии XIX — начала XX в. (2008)

## Сотрудничество и партнерские программы
Издательство сотрудничало с Греческим посольством в Москве и Кафедрой византийской и новогреческой филологии Московского Государственного университета. В рамках долгосрочной программы поддержки культурных мероприятий, освещающих тысячелетнюю связь Греции с Россией, изданы каталоги:
- «Русские путешественники по греческому миру» (1995)
- «Греческие документы и рукописи, иконы и памятники прикладного искусства московских собраний» (1995)
- «Откровение св. Иоанна Богослова в мировой книжной традиции» (1995)
- «Российский флот в фотографиях Национального Исторического музея в Афинах» (1996)
- «Гравюра Греческого Мира в московских собраниях» (1997)
- «Атлас Архипелага и рукописные карты первой архипелагской экспедиции русского флота 1769—1774 годов» (1997)

С момента основания «Индрик» имеет прочные партнерские связи с Институтом славяноведения, другими институтами Российской академии наук, а также с широким кругом филологов, историков и историков культуры. В рамках этого сотрудничества за последние года увидели свет фундаментальные обобщающие труды, индивидуальные и коллективные монографии филологов и историков:
- «Очерки истории культуры славян», охватывающие период с древнейших времен до XIII в. (1996);
- «История литератур Восточной Европы после Второй мировой войны. В 2-х тт.» (1995—2001);
- «История литератур западных и южных славян». В 3-х тт. (1997—2001);
- «Исторический синтаксис русского языка» В. Б. Крысько (1997);
- «Славянский бестиарий. Словарь названий и символики» О. В. Беловой (2000);
- «Летопись жизни и творчества Анны Ахматовой» В. А. Черныха (2008);
- «Вокруг Тредиаковского. Труды по истории русского языка и русской культуры» Б. А. Успенского (2008);
- «От Цусимы к Февралю. Царизм и военная промышленность в начале XX века» В. В. Поликарпова (2008);
- «Начала латинской стилистики» А. И. Солопова (2008);
- «Древняя Русь: очерки политического и социального строя» А. А. Горского, В. А. Кучкина, П. В. Лукина, П. С. Стефановича (2008)[6];
- «Книжная справа XVII века. Богослужебные Минеи» протоиерея Георгия Крылова (2009);
- «Русское государство и его западные соседи (1655—1661 гг.)» Б. Н. Флори (2010);
- «Албанский фактор в развитии кризиса на территории бывшей Югославии. Документы. В 4-х тт.» под ред. Е. Ю. Гуськовой" (2006—2011);
- «Священство и Царство (Россия, начало XX века – 1918 год). Исследования и материалы» М. А. Бабкина (2011);
- «Россия в Средиземноморье. Архипелагская экспедиция Екатерины Великой» Е. Б. Смилянской, И. М. Смилянской, М. Б. Велижева (2011);
- «Образ мира на старинных портоланах. Причерноморье. Конец XIII—XVII в.» И. К. Фоменко (2011);
- «Югославия в XX веке: очерки политической истории» под ред. К. В. Никифорова (2011); «История славяноведения в России» Л. П. Лаптевой (2005; 2012) мн. др.

Издательством были выпущены сборники документов:
- «Российское духовенство и свержение монархии в 1917 году. (Материалы и архивные документы по истории Русской православной церкви)» М. А. Бабкина (2006 и 2008).

Издательство выступило инициатором создания серии «Библиотека Института славяноведения и балканистики РАН», в рамках которой к настоящему времени опубликовано 17 тематических сборников и коллективных монографий по лингвистике («Этюды по типологии грамматических категорий в славянских и балканских языках»), этнолингвистике и фольклору («Категория родства в языке и культуре»), истории культуры («Человек в контексте культуры. Славянский мир») и истории славянских народов («Брестская уния 1596 г. и общественно политическая борьба на Украине и в Белоруссии в конце XVI — начале XVII в.»). Кроме того, в разные годы «Индрик» продолжал, а, отчасти, и возрождал к жизни академические научные серии, прежде выходившие в других издательствах. Это «Исследования в области балто-славянской духовной культуры», «Славянский и балканский фольклор», «Славяне и их соседи», «Балто-славянские исследования», «Славянское и балканское языкознание», «Логический анализ языка», «Средневековая Русь».
В сотрудничестве с Паломническим центром Московского Патриархата опубликована монографии С. Ю. Житенева «История русского православного паломничества в XI—XVII веках» и книга И. К. Кучмаевой «Когда жизнь истинствует… Культура благотворения великой княгини Елисаветы Феодоровны».
«Индрик» также сотрудничает с синодальными учреждениями и епархиями Русской Православной Церкви. Совместно с Синодальным информационным отделом Московского Патриархата с 2009 года издается ежегодник «Предстоятель», посвященный служению Патриарха Московского и всея Руси.
Издательство осуществляет ряд совместных проектов с Государственным архивом Российской Федерации (Царь и Президент. Александр II и Авраам Линкольн: Освободитель и Эмансипатор. Каталог выставки ГАРФ, 2011).

## Интернет-проекты
- В 2009 году открыт интернет-проект «Коллекция фотографий Императорского Православного Палестинского Общества в Государственном музее истории религии»[14]. На сайте доступна хранящаяся в фондах Государственного музея истории религии коллекция из более чем 7000 фотографий, собранная Императорским православным палестинским обществом в 1885—1917 гг[15]
- В 2010 году издательство «Индрик» открыло для общего пользования интернет-портал «Словарь русских иконописцев XI—XVII веков»[16]. Основу сайта составили материалы двух изданий «Словаря русских иконописцев XI—XVII веков» (М., 2003, 2009), подготовленных специалистом по истории древнерусской иконописи кандидатом искусствоведения, ведущим научным сотрудником Государственной Третьяковской галереи И. А. Кочетковым.